# Nod (astronomie)

Nodul ascendent al unui satelit artificial plasat pe orbită în jurul Pământului

În mecanica cerească și în mecanica spațială, un nod (în engleză node, în franceză nœud, din latină nodus) sau punct nodal este unul dintre cele două puncte de intersecție ale unei orbite înclinate cu planul principal al sistemului de referință.
Nodul ascendent (în engleză ascending node) este punctul prin care corpul aflat pe orbită (planetă, satelit natural, satelit artificial sau alt obiect ceresc pe orbită) traversează planul de referință pe traiectorie ascendentă; nodul descendent (în engleză descending node), cel prin care el îl traversează pe traiectorie descendentă.
Linia nodurilor (în engleză line of node) sau linie nodală este dreapta intersecției planului unei orbite cu un plan de referință.
- În astronomie planul de referință este fie ecliptica pentru planetele și alte obiecte cerești aflate pe orbită în jurul unei stele, fie planul ecuatorial al planetei dacă obiectul este un satelit natural al acesteia.
- În astronautică planul de referință este fie planul ecuatorial al planetei în jurul căreia satelitul artificial este plasat, fie ecliptica pentru o sondă interplanetară plasată pe o orbită heliocentrică.

## Cazul Pământului
Linia echinocțiilor sau linia echinocțială este dreapta de intersecție a planului eclipticii — care este cel al orbitei înclinate a Pământului — cu planul ecuatorului ceresc.

## Cazul Lunii

Nodurile orbitei lunare pe ecliptică.

Animație care arată nodurile între două corpuri
Pentru animație, dați clic pe imagine!

Nodul ascendent este punctul orbitei unui obiect în care acesta traversează ecliptica din emisfera cerească sudică spre emisfera nordică. 
Linia nodurilor este intersecția planului orbital al obiectului cu ecliptica, și leagă nodurile ascendent și descendent.
Eclipsele lunare și solare nu se pot produce decât atunci când Luna se află în apropierea nodului său ascendent sau descendent.
În Antichitate și în Evul Mediu, nodul ascendent al Lunii era denumit, în latină caput draconis (capul dragonului), iar nodul său descendent, în latină cauda draconis (coada dragonului). Aceste noțiuni sunt izvorâte din astronomia babiloniană, în care nodul ascendent era denumit gozihr sar, iar nodul descendent gozihr dumb. Ele sunt folosite încă în astrologie.

Durata care separă două treceri succesive ale Lunii la nodul ascendent este denumit revoluție draconică sau draconitică: ea este egală cu 27 de zile, 5 ore și 6 minute.